# Frances (Washington)
Frances az Amerikai Egyesült Államok északnyugati részén, Washington állam Pacific megyéjében elhelyezkedő önkormányzat nélküli település.
Frances postahivatala 1894 és 1973 között működött.

## Fordítás
- Ez a szócikk részben vagy egészben  a   Frances, Washington című angol Wikipédia-szócikk ezen változatának fordításán alapul.  Az eredeti cikk szerkesztőit annak laptörténete sorolja fel. Ez a jelzés csupán a megfogalmazás eredetét és a szerzői jogokat jelzi, nem szolgál a cikkben szereplő információk forrásmegjelöléseként.